# Sredneuralsk
Sredneuralsk (ryska Среднеура́льск) är en stad i Sverdlovsk oblast i Ryssland. Den ligger vid floden Iset,  25 kilometer norr om Jekaterinburg. Folkmängden uppgår till cirka 22 000 invånare.

## Historia
Orten grundades den 27 juni 1931. Stadsrättigheter erhölls den 17 februari 1966.